# Jákút
Jákút, teljes nevén: Abu Abdallah Jákút ibn Abdallah al-Hamavi ar-Rúmi (Abū ’Abdallah Yāqūt ibn 'Abdallah al-Hamawī ar-Rūmī; Hamá, 1179 – Aleppó, 1229. augusztus 20.) görög származású arab utazó, földrajztudós, történetíró, enciklopédista. Hamá városában, a mai Szíria területén született görög családban, erre utalnak al-Hamavi („Hamá-i”) és ar-Rúmi („római”, azaz bizánci, vagyis görög) niszba- és lakab-nevei.

## Életútja
Gyermekként rabszolgaságba került. Egy Hamából származó bagdadi kereskedő, Aszkar ibn Abi Naszr ibn Ibráhím vásárolta meg, s arab szokás szerint Jákútnak („drágakő”) nevezte el. Az írástudatlan kereskedő azt remélte, rabszolgája felnőve segíthet üzleti nyilvántartásában, ezért iskolába járatta Bagdadban. Jákútot tizenhárom éves korában muszlimmá avatták, ekkor vette fel az Ibn Abdallah („Isten szolgája fia”) naszab-nevet, jelezve, hogy nem muszlim családból származik. Idővel gazdája könyvelője és személyi titkára lett. Bizalma jeléül a kereskedő üzleti utakra küldte, így Jákút megjárta Ománt és Kís szigetét a Perzsa-öbölben, s Damaszkuszban is megfordult. 1199-ben egy félreértés miatt elváltak útjaik, gazdája formálisan felszabadította, Jákút ezután könyvmásolásból élt. Ekkor alapozta meg széles körű műveltségét. Később ismét közel került volt gazdájához, aki ellátta pénzzel és újra Kís szigetére küldte. Útja közben a kereskedő meghalt. Jákút Bagdadba visszatérve eladta az üzletet, kifizette a kereskedő özvegyét és árváit megillető járandóságokat, maradék tőkéjét könyvekbe fektette, s utazásokba fogott.
Ettől fogva élete szinte szakadatlan bolyongás, viszontagság. Immár mint szabad kereskedő bukkant fel Aleppóban. Megismerkedett al-Kiftivel, a nagy tudóssal és vezírrel, aki legfőbb támogatójává vált. 1213-ban Tebrizbe, onnan 1214-ben Aleppó érintésével Egyiptomba ment. Itt tartózkodásakor a könyvekkel és más áruval való kereskedés mellett már irodalmi tevékenységet is folytatott. 1216-ban továbbutazott Damaszkuszba. A város egyik piacán vitába keveredett a környékbeli síitákkal. Jákút, aki műveltsége és tudományos szemlélete folytán egyébként is elutasított mindenféle fanatizmust, szabadszájúságával annyira felbőszítette vitázó ellenfeleit, hogy azok rátámadtak s csaknem meglincselték. A zendülés hírére a város kormányzója elfogatóparancsot adott ki ellene. A tudós a bebörtönzés és a bírósági tárgyalás elől Aleppóba menekült. Ezúttal nem tudhatta maga mögött a vezír támogatását, ezért még 1216-ban elhagyta a várost. Bagdad irányába nem indulhatott, mert arrafelé túl sokan ismerték, s ott is jelentős létszámú síita közösség élt, ezért a kurdok területe felé vette útját: előbb Moszulba, majd Erbílbe költözött. Végül Közép-Ázsiában, a hvárezmi Merv városában telepedett le. Ott kezdte el legfontosabb műve, nagy földrajzi szótára megírását, felhasználva munkájához a város könyvtárainak irodalmát. Több utazást is tett az Aral-tó és a Kaszpi-tenger vidékén. 1219-ben ismét tovább kellett állnia a közelgő mongol invázió miatt. Csak kéziratait tudta magával szállítani, egyéb vagyontárgyai odavesztek. Újra al-Kifti segítségét kérte. Kimerülten, szegényen érkezett nyugatra, Moszulba, azután Szindzsárba, Aleppóba, majd újra Moszulba. Itt fejezte be főművét 1224. március 12-én. Utána visszatért Aleppóba, ahol egy városszéli khánban, karavánfogadóban szállt meg. Ott élte le hátralévő éveit, al-Kifti védelme alatt dolgozott tovább. Halála előtt a városban tartózkodó Ibn al-Aszírra bízta könyvtára megmentését és Bagdadba szállítását. A történetíró, igaz, a források szerint kifogásolható színvonalon, eleget tett a kérésnek.
Életrajzát Ibn Khallikán, a XIII. századi muszlim jogtudós, teológus, nyelvész, főbíró hagyta ránk.

## Főbb művei
- Mudzsám al-buldán („Az országok ábécéje”): hatalmas terjedelmű földrajzi szótára. Bevezetésül közli Földünk általános leírását az akkori tudományos ismeretek alapján, összefoglalja a földrajzi alapfogalmakat, értelmezi a gyakrabban előforduló tudományos kifejezéseket. Ezután a városokat, országokat, folyókat, tengereket, tavakat ismerteti hosszabban-rövidebben, az arab ábécé sorrendjében. Az egyes cikkek három részből állnak: a név helyes olvasata, a helynév leírása a hozzátartozó földrajzi pozícióval, s az illető földrajzi helyek után elnevezett híres személyek felsorolása. A ránk maradt kéziratok szövege hiányos, helyenként eltér. Közvetlen előzménye valószínűleg asz-Szamaáni hasonló című, ugyancsak földrajzi tárgyú szótára és Kitáb al-anszáb („A leszármazások könyve”) című munkája a 12. századból.
- Al-mustarik vadan va-l-mukhtalif szakan („Szókép dolgában hasonló, helyzet tekintetében eltérő”): egyformán hangzó, de különböző helyekre vonatkozó nevek szótára.
- Irsád al-aríb ilá marifat al-adíb („Az irodalmárok megismerésére törő kalauz”): irodalomtörténeti szótár, a középkori muszlim tudomány egyik legfontosabb tudósnévtára. Sokat merít al-Nadím 988-ban írt Al-Fihriszt („Tartalomjegyzék”) című irodalmi repertóriumából.
- Mudzsám as-suará („A költők ábécéje”): 1226-ban elkészült irodalmi névtára.
- Kitáb ad-duval („A dinasztiák könyve”): történeti munkája.

## Jelentősége
Jákút kimerítően összefoglalja ugyan földrajzi szótárában az addigi tudományos földrajzi ismeretanyagot, az utókor azonban inkább enciklopédiai munkásságát értékeli. Több régi szerzőtől (Ibn al-Fakíh al-Hamadzáni, Abu Dulaf stb.) egész fejezeteket közöl, de felhasználja Ibn Khordádzbeh, Dzsajháni, al-Jaakúbi, al-Maszúdi, Ibn Haukal, al-Mukaddaszi, al-Bakri, al-Balkhi, Ibn Abi Aun és mások mára többnyire elveszett könyveit is. Minthogy Merv a Hvárezmi Birodalom többi híres városával együtt áldozatul esett a mongolok támadásának, ő az utolsó tudósok egyike, akik a hvárezmi könyvtárak anyagát még elolvashatták és feldolgozhatták. Munkássága a magyar történeti kutatás számára sem közömbös, nagy földrajzi szótára kitér az „északi” népekre is, hazánkat Basdzsirt néven említi; értesüléseit első aleppói tartózkodása idején, a kis létszámú magyarországi muszlim közösség egyes tagjaitól szerezte, akik vallásjogi tanulmányokat folytattak a városban.